# El Local, Centre Cultural
El Local, Centre Cultural és un equipament municipal de Sant Pere de Ribes. L'edifici actual és obra de l'arquitecte Josep Antoni Acebillo i Marín i fou inaugurat el 21 de desembre de 1986. És un equipament que acull les propostes socioculturals de les diferents entitats, associacions, escoles i instituts del municipi, així com les del propi Ajuntament.
Està situat a l'encreuament entre el carrer Eduard Maristany i l'Avinguda 11 de Setembre, del nucli de Ribes. Te una superfície total de 1.077 m² distribuïts en diferents espais com un vestíbul, la sala gran (amb grades), la sala petita, i diferents bucs i despatxos.

## Història
L'edifici ocupa el mateix solar i porta el mateix nom que la seu de la Societat d'Agricultors i Obrers de Sant Pere de Ribes, una entitat fundada l'any 1919, que va construir la seu amb les aportacions i treball voluntari dels associats, pagesos i menestrals de Ribes. La societat aplegava els sectors socials de l'esquerra. Amb la fi de la Guerra Civil fou il·legalitzada i la seva seu confiscada.
La degradació de l'edifici va fer que finalment s'enderroqués durant la dècada de 1970 i esdevingués El Campillo, un improvisat camp de futbol sala. El govern d'Unitat Municipal 9 decidí construir-hi el centre cultural El Local, que fou inaugurat l'any 1985. L'equipament va quedar en activitat fins a l'any 2008, quan fou tancat per decisió de l'ajuntament i començà degradant-se. Davant d'aquest abandonament per part de l'ajuntament, el 2011 sorgeix una resposta popular per reobrir El Local, en la que hi participen bona part de les entitats de municipi amb el nom de «Cal un Local com cal». Després d'unes obres d'adequació de l'edifici tornà a obrir les portes el 22 d'abril de 2017.